# Ferrovia Ewing

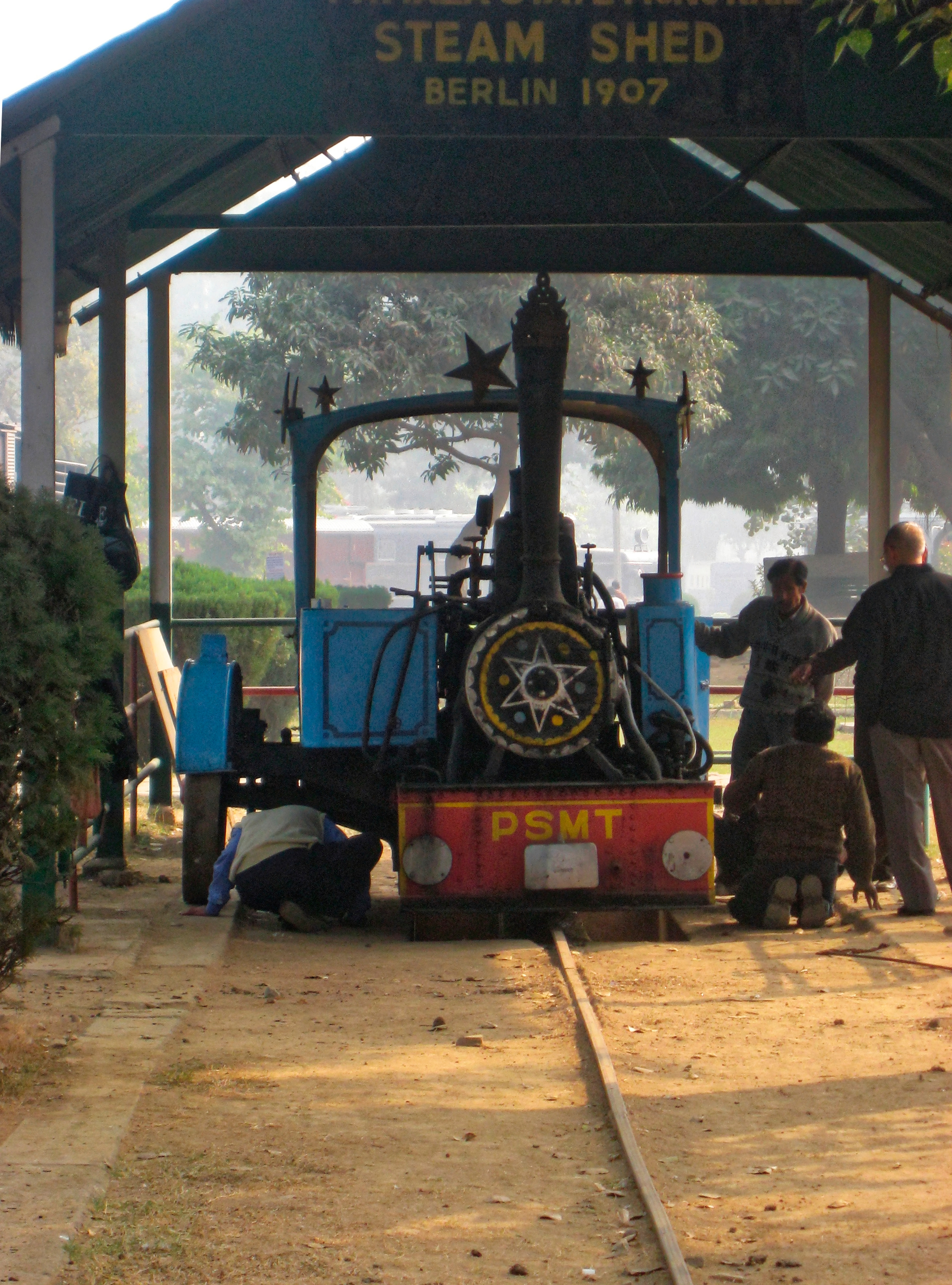
La Patiala State Monorail Trainways, ferrovia monorotaia tipo Ewing

La ferrovia Ewing è un tipo di ferrovia monorotaia in cui i veicoli viaggiano su una singola rotaia Vignoles centrale e sono mantenuti in equilibrio da ruote lisce che corrono su strada normale su uno dei due lati.

## Tecnica
Il principale vantaggio dei treni è che viaggiano su ruote e binari di acciaio, che consentono di portare un maggiore carico con minore attrito rispetto agli altri sistemi di trasporto su terra. Utilizzare una rotaia sola, avrebbe però consentito un notevole risparmio sui costi di posa e manutenzione della ferrovia, in quanto non era necessario garantire il parallelismo perfetto tra due rotaie. I veicoli sono così dotati di ruote centrali a doppio bordino, in luogo dei normali assi ferroviari a due ruote, ma per restare in equilibrio devono avere un ulteriore appoggio, che avviene mediante ruote lisce non vincolate che rotolano su strada normale. Questo ulteriore appoggio non è simmetrico in quanto è presente su un solo lato. Una ripartizione del peso tale che solo il 4-5% del carico lordo gravasse sulle ruote lisce non inficia troppo il vantaggio del minore attrito offerto dalla rotaia in acciaio.

## Storia
L'ideazione di questo tipo di monorotaia va attribuita a William Thorold, un ingegnere civile inglese di Norwich, nel Norfolk, che presentò la sua proposta nel 1868 in occasione di una conferenza alla British Science Association. L'idea fu ripresa dall'inventore inglese W.J. Ewing, che alla fine del diciannovesimo secolo tentò di depositare un tram monorotaia di questo tipo, ma sembra che avesse successivamente abbandonato l'idea senza ottenere il brevetto.
Il sistema Ewing trovò applicazione in India grazie al Colonnello Bowles, ingegnere civile inglese, che era responsabile della realizzazione di diverse opere pubbliche per conto del Maraja di Patiala, Bhupinder Singh.

## Applicazioni
Sono note due sole linee del tipo Ewing.
- La Kundala Valley Railway, nella valle di Kerala, nei pressi di Munnar, nell'attuale stato indiano del Kerala. Questa ferrovia fu costruita lungo una strada già esistente esclusivamente per il trasporto di merci, soprattutto tè, da Munnar a Top Station. Entrò in esercizio nel 1890 come ferrovia Ewing a trazione animale, in cui venivano impiegati dei buoi. Nel 1908 la monorotaia venne sostituita da una ferrovia tradizionale a scartamento ridotto, infine nel 1924 venne distrutta da una alluvione e rimpiazzata da una serie di teleferiche.
- La Patiala State Monorail Trainways, una linea ferroviaria di 80 km che operò nel Punjab, stato federato dell'India, dal 1910 al 1927. La trazione era affidata a buoi, muli e locomotive a vapore[1]. Una locomotiva originale con una carrozza sono conservati funzionanti al National Rail Museum di Nuova Delhi, e percorrono un piccolo tratto dimostrativo di ferrovia Ewing.

Il sistema Ewing fu utilizzato anche per una ferrovia di cantiere durante la costruzione delle officine della Bengal-Nagpur Railway a Kharagpur, ad opera dello stesso Bowles, progettista della ferrovia di Patiala.

## Analogie con altri sistemi ferroviari

### Larmanajat
La ferrovia Ewing è simile alla ferrovia Larmanjat, con la differenza che quest'ultima prevede ruote lisce su entrambi i lati dei veicoli, mentre nella ferrovia Ewing le ruote lisce poggiano da un solo lato.

### Tramvie su gomma
La combinazione di ruote ferroviarie e ruote stradali si ha anche nelle moderne tramvie su gomma come i sistemi Translohr e il Bombardier Guided Light Transit, ma la somiglianza del sistema è solo apparente: in queste infatti il peso del veicolo è sopportato dalle ruote gommate, e la rotaia centrale serve solo a guidare il mezzo. Nel sistema Ewing, invece solamente il 4-5% del peso cade sulle ruote gommate, mentre il restante 95% viene scaricato sulla rotaia per ridurre l'attrito volvente.

### Ferrovie tradizionali
Alcuni veicoli destinati all'uso su binario tradizionale prevedono, come la ferrovia Ewing, ruote flangiate su un lato e lisce sull'altro, ma la similitudine è anche qui solo apparente. 

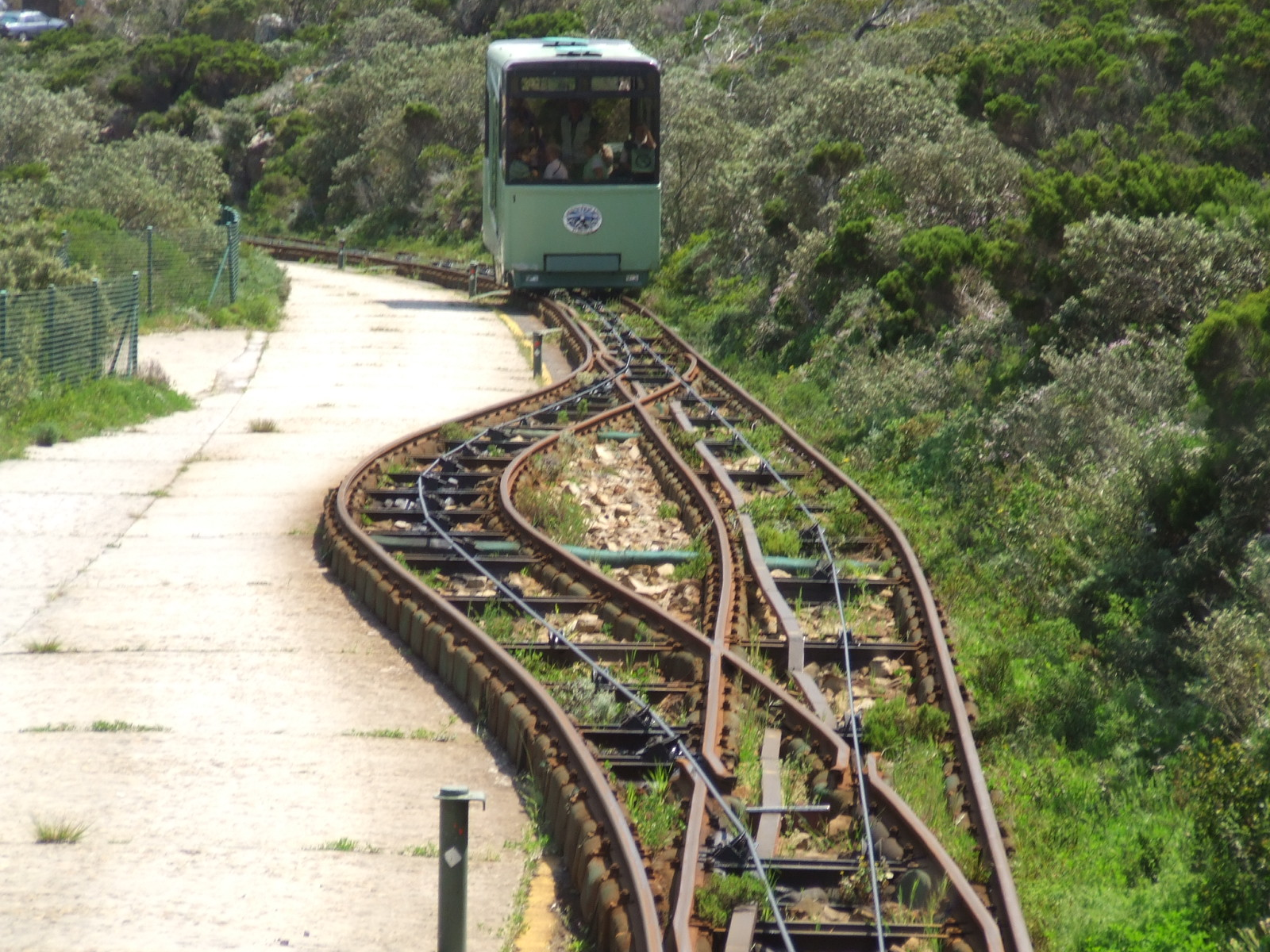
Un deviatoio di una funicolare

Molte funicolari tradizionali ad esempio utilizzano questa soluzione  ma, a differenza della ferrovia Ewing, anche le ruote lisce scorrono su una normale rotaia ferroviaria. Lo scopo infatti è differente: nella funicolare a binario unico generalmente al centro del percorso si trovano due deviatoi ad aghi fissi dove il binario si sdoppia per consentire alle vetture che percorrono la funicolare in senso opposto di incrociarsi. In questo caso una di esse ha la ruota flangiata a destra e seguirà il ramo di destra, viceversa l'altra vettura andrà a sinistra; evitando così l'uso di parti mobili nel deviatoio. Inoltre nella ferrovia Ewing le ruote flangiate sono più vicine all'asse longitudinale del veicolo e quelle lisce sono più esterne, mentre nelle funicolari le ruote sono disposte simmetricamente.

Anche alcune locomotive da manovra costruite per operare in stazioni dove convergono ferrovie con scartamenti differenti hanno ruote lisce da un lato e a doppio bordino dall'altro. Anche qui, l'esigenza è differente e non si può parlare di "monorotaia": infatti la ruota a doppia flangia segue una delle due rotaie, mentre la ruota liscia, notevolmente più larga, può così appoggiare sempre sull'altra rotaia anche se cambia lo scartamento del binario.